# St. Johannes (Dietzhausen)

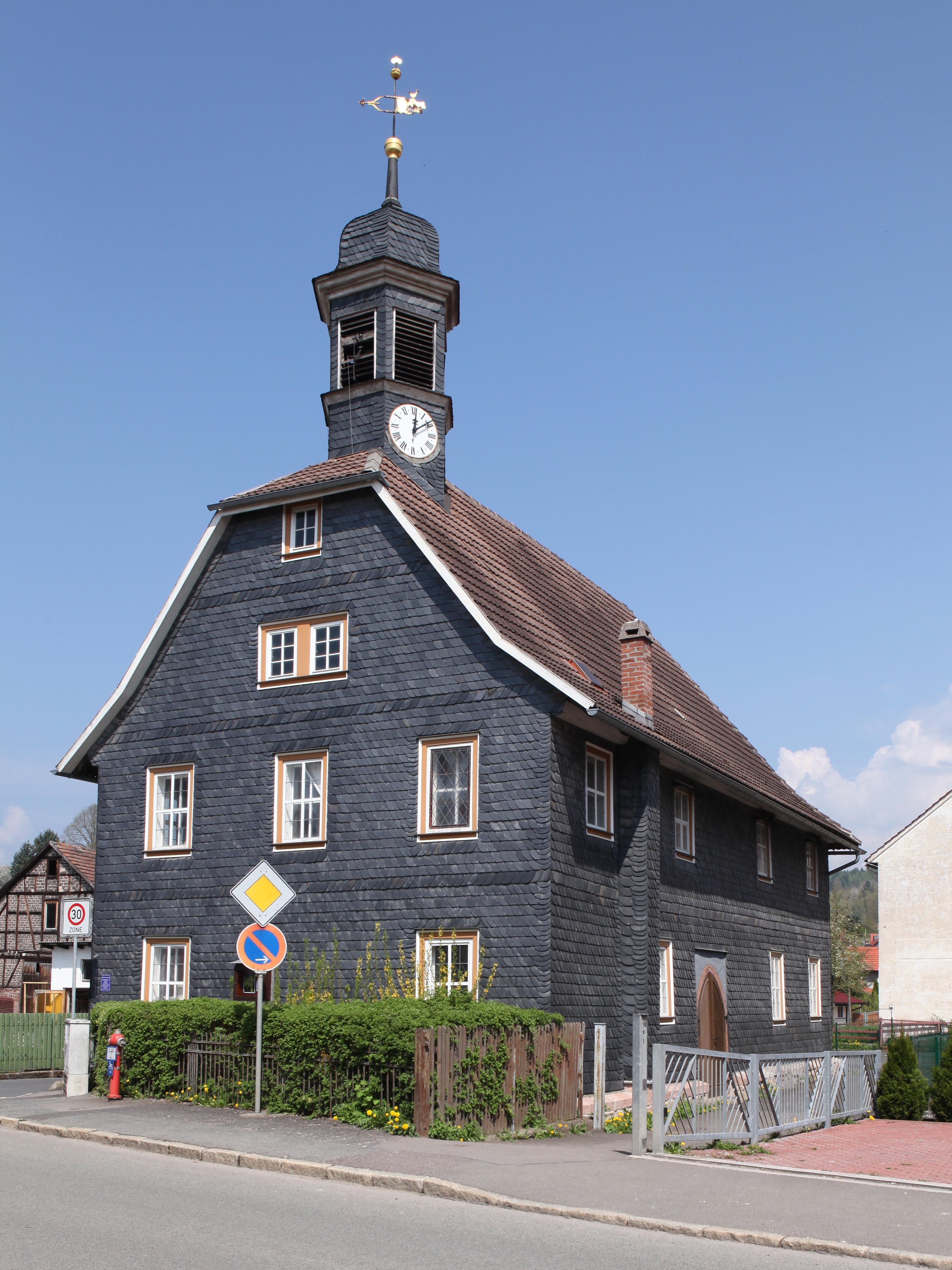
St. Johannes

Die Kirche St. Johannes steht in der Hauptstraße 272 von Dietzhausen, einem Ortsteil der kreisfreien Stadt Suhl von Thüringen. Die Kirchengemeinde Dietzhausen gehört zum Pfarrbereich Benshausen des Kirchenkreises Henneberger Land in der Evangelischen Kirche in Mitteldeutschland.

## Beschreibung
Die erste Kirche wurde 1634 zerstört. Die 1681/82 gebaute Saalkirche ist eine verschieferte Fachwerkkirche, die wie ein zweigeschossiges Wohnhaus aussieht. Sie trägt ein Krüppelwalmdach, aus dem ein sechsseitiger Dachreiter mit Haube ragt.
Der Innenraum mit seiner eingeschossigen Empore wird von einer profilierten Holzbalkendecke überspannt. Der polygonale Korb der Kanzel in der südöstlichen Ecke, gemäß Inschrift von 1684, hat gedrehte Säulen. In den  Feldern seiner Brüstungen stehen in den muschelförmige Nischen die Evangelisten sowie Petrus und Christus. Auch der Taufengel stammt von 1684.
Die barocke Orgel über dem Altar auf der Ostempore wurde 1770 von Johann Ernst Döring gebaut.